# Sarbanissa bostrychonota
Sarbanissa bostrychonota är en fjärilsart som beskrevs av Willie Horace Thomas Tams 1929. Sarbanissa bostrychonota ingår i släktet Sarbanissa och familjen nattflyn. Inga underarter finns listade.